# Thorn (slovo)
Thorn ili þorn (Þ, þ) je slovo u staroengleskom, gotskom, staronordijskom i suvremenom islandskom, kao i u nekim narječjima srednjoengleskog. Bio je u uporabi u srednjovjekovnoj Skandinaviji, gdje je poslije zamijenjeno digrafom th, osim na Islandu gdje je ostao. Slovo potječe od rune ᚦ u starijem futharku i bio se zvao thorn na anglosaskom te thorn ili thurs (kategorija bića u germanskom poganstvu) u skandinavskim runskim poemama. Rekonstruirano pragermansko ime je thurisaz. Oblikom je slično drevnom grčkom slovu imena šo (ϸ), iako tijekom povijesti nisu bili ni u kakvoj svezi.